# Simkó Katalin
Simkó Katalin (Miskolc, 1983. szeptember 9. –) magyar színésznő.

## Élete
2002-ben a helyi Zrínyi Ilona Gimnáziumban érettségizett. 2002–2006 között a Színház- és Filmművészeti Egyetem hallgatója volt. 2006–2007-ben a szolnoki Szigligeti Színház tagja volt. Később játszott a Maladype Színházban (2007–2009), a Forte Társulatban (2009–2011) és egy évadon át a Miskolci Nemzeti Színházban (2013–2014) is. 2011–2013 között, illetve 2014-től szabadúszóként dolgozik.

## Fontosabb színházi szerepei
- Euripidész: Hippolütosz... Phaidra (Ódry Színpad)
- Euripidész: Élektra... Kar (Ódry Színpad)
- Arisztophanész - Hamvai Kornél - Nádasdy Ádám: Lüzisztraté... Diszlexia, cselédlány (Ódry Színpad)
- Claudio Monteverdi: Poppea megkoronázása... Damigella, egy lány (Ódry Színpad)
- Bertolt Brecht: A városok dzsungelében... Maë Garga, George anyja (Ódry Színpad)
- Bertolt Brecht: Násztánc (Kispolgári nász)... szereplő (Ódry Színpad)
- Victor Hugo: Királyasszony lovagja... Neuburgi Mária, Spanyolország királynéja (Ódry Színpad)
- Bertolt Brecht: A szecsuáni jólélek... Unokahúg
- William Shakespeare: Szentivánéji álom... Pukk, más néven Jóbarát Robin, Oberon mókamestere és szárnysegéde
- William Shakespeare: Troilus és Cressida... Ajax
- Anton Pavlovics Csehov: Három nővér... Irina
- Henrik Ibsen: A vadkacsa... Hedvig [Gina] lánya
- Henrik Ibsen: Peer Gynt... Solvejg
- Henrik Ibsen: Rosmersholm... szereplő
- Friedrich Dürrenmatt: A fizikusok... Einstein
- Georg Büchner: Leonce és Léna... az udvar
- Georg Büchner: Woyzeck... Marie
- Szép Ernő: Patika... Rebeka (Ódry Színpad)
- Szép Ernő: Emberszag... Konferanszié
- Móricz Zsigmond(adaptáció): Árvácska... Árvácska
- Füst Milán: Boldogtalanok... Víg Vilma
- Bródy Sándor: A tanítónő... további szereplő
- Örkény István: Macskajáték... Cs. Bruckner Adelaida
- Tasnádi István: Kokainfutár... Lány
- Tasnádi István: Cyber Cyrano... szereplő
- Fekete Ádám: Puccs... Irma
- Erick Aufderheyde - Kristóf Ágota: A nagy füzet... szereplő
- Tom Stoppard: Rosencrantz és Guildenstern halott... Ophelia
- John Patrick Shanley: Kétely... James nővér
- Young Jean Lee: Templom... Katalin anya
- Tojáséj... szereplő
- Így jár az, aki a távoli ismeretlen hangtól megijed... szereplő (mozgás színház)
- Beate Teresa Hanika: Soha senkinek... szereplő
- William Wharton: Madárka... Perta
- Jana Dobreva: Homokpuzzle... Lány, Máriának hívják. Saját belső világa van. Nincs túl jól
- Mészáros István: Szarkaláb... Kék denevér I.
- Dollár Papa Gyermekei: Árvácska[5]

## Filmek, tv
- Henrik Ibsen: A vadkacsa  (színházi előadás tv-felvétele, 2008)
- Bródy Sándor: A tanítónő (színházi előadás tv-felvétele, 2014)
- Koller Éva bátorsága (2018)
- Cseppben az élet (2019)
- 200 első randi (2019)
- Egynyári kaland (2019)
- A renitens (2024)

## Díjai, elismerései
- 2007 – Színikritikusok díja, a legígéretesebb pályakezdő (A vadkacsa – Katona József Színház)